# René Haselbacher
René Haselbacher est un cycliste autrichien né le 15 septembre 1977 à Vienne. Il prend sa retraite sportive au début de l'année 2011.

## Palmarès
- 1997
  - 4e du championnat du monde sur route espoirs
- 1998
  - 2e du championnat d'Autriche du contre-la-montre espoirs
  - 2e du championnat d'Autriche sur route espoirs
  - 6e du championnat du monde sur route espoirs
- 1999
  - 2e étape du Dekra Open Stuttgart
  - 2e du championnat d'Autriche du contre-la-montre
- 2000
  -  Champion d'Autriche du contre-la-montre
  - Tour du Burgenland
  - 3e du Tour du Japon
- 2001
  - 3e du Ster Elektrotoer
- 2002
  -  Champion d'Autriche sur route
  - 3e étape du Tour de Suède
  - 2e du Tour de Suède
  - 3e de Paris-Corrèze
  - 4e de Paris-Tours
- 2003
  - 5e étape du Tour de Rhénanie-Palatinat
  - 2e du Raiffeisen Grand Prix
  - 2e du championnat d'Autriche sur route
- 2005
  - 8e de Paris-Tours
- 2006
  - Tour de Rhénanie-Palatinat :
    - Classement général
    - 2e étape
- 2007
  - 2e du Tour de l'Algarve
- 2008
  - 5e étape du Tour d'Autriche
- 2010
  - 1re étape du Tour du Cap

## Résultats sur les grands tours

### Tour de France
2 participations 
- 2003 : abandon (14e étape)
- 2004 : non-partant (7e étape)

### Tour d'Espagne
2 participations 
- 2005 : 121e
- 2006 : abandon (16e étape)

## Classements mondiaux
| Année              | 2005 | 2006 | 2007 | 2008 | 2009  | 2010  |
| ------------------ | ---- | ---- | ---- | ---- | ----- | ----- |
| Classement ProTour | 137e | 195e |      |      |       |       |
| UCI Asia Tour      |      |      |      |      | 142e  | 74e   |
| UCI Europe Tour    |      |      |      |      | 1119e | 1034e |

## Distinction
- Cycliste autrichien de l'année : 1998